# Нюберг-Норома, Маури
Маури Калерво Нюберг-Норома (фин. Mauri Kalervo Nyberg-Noroma; 31 января 1908 — 23 декабря 1939) — финский гимнаст, призёр Олимпийских игр.
Маури Нюберг-Норома родился в 1908 году в Выборге. В 1932 году принял участие в Олимпийских играх в Лос-Анджелесе, где стал обладателем бронзовой медали в командном первенстве. В 1936 году в составе финской команды завоевал бронзовую медаль на Олимпийских играх в Берлине.
Маури Нюберг-Норома погиб на фронте под Муолаа во время Зимней войны.